# Trilogy Box
Trilogy Box è un cofanetto pubblicato nel 2004 dalla BMG Ricordi, contenente i tre album Nel mondo, una cosa, Il giorno dopo, È proprio come vivere di Mia Martini. I tre dischetti sono racchiusi in semplici custodie cartonate con le copertine originali.